# Santuario de San Juan Bautista de Peñagolosa y Santa Bárbara
El santuario de San Juan Bautista de Peñagolosa y Santa Bárbara (Santuari de Sant Joan de Penyagolosa en valenciano) está situado en el término municipal de Vistabella del Maestrazgo (Provincia de Castellón, España), a los pies del Macizo del Peñagolosa. Situado a 9 km de la población, se configura como el elemento arquitectónico emblemático de la zona. 

## Historia
Los comienzos del culto a san Juan deben ser posteriores a la conquista de Jaime I. Es habitual citar el santuario como cenobio, ya que probablemente fue construido en forma de "u" sobre el cenobio del siglo XVI. Parece indudable la existencia de ermita y hospedería o casa del ermitaño en el período gótico, desaparecidas por las transformaciones que sufre por el auge del santuario en la segunda mitad del siglo XVI.

## Descripción
El Santuario está formado por un conjunto de edificaciones en torno a una plaza general, y un pequeño patio interior alrededor del cual se articulan las diferentes dependencias que son las más antiguas.
Como elemento más antiguo se encuentra el pequeño patio interior y las dependencias que a él recaen, incluido el muro lateral de acceso al templo por el interior. En este han aparecido pinturas murales de 1592. Toda esta zona lleva mucho trabajo de piedra en pilares, arcos, portadas, y ventanales, así como rústicas techumbres de madera en salones tanto en planta baja como en primera. La sobriedad y ausencia de elementos de riqueza es común en estos salones y en las dependencias recayentes. Esta misma sobriedad sigue en los cuerpos adicionales del siglo XVIII que llevan arquería de medio punto formando pórticos libres originariamente, sobre los que se edificaron habitaciones para ampliar la hospedería. El de la derecha desapareció y hay sobre él un porche cubierto de nueva planta. 
Se accede al santuario a través de una portada de arco de medio punto que conduce al patio. A la derecha se encuentra la torre campanario de la iglesia que presenta escasos vanos y está rematada con pináculos y bolas. El patio central presenta en tres de sus lados pórtico corrido de arcos escarzanos. Alrededor del patio se articulan las diferentes dependencias entre las que cabe señalar el restaurante, la cocina, almacenes y una estancia-chimenea. Otra parte del recinto la forma el edificio alargado que alberga las habitaciones de Los Peregrinos de Useras y en planta baja tiene un pórtico a modo de corredor exterior. Se completa el conjunto con otras dos edificaciones exentas.

### La iglesia

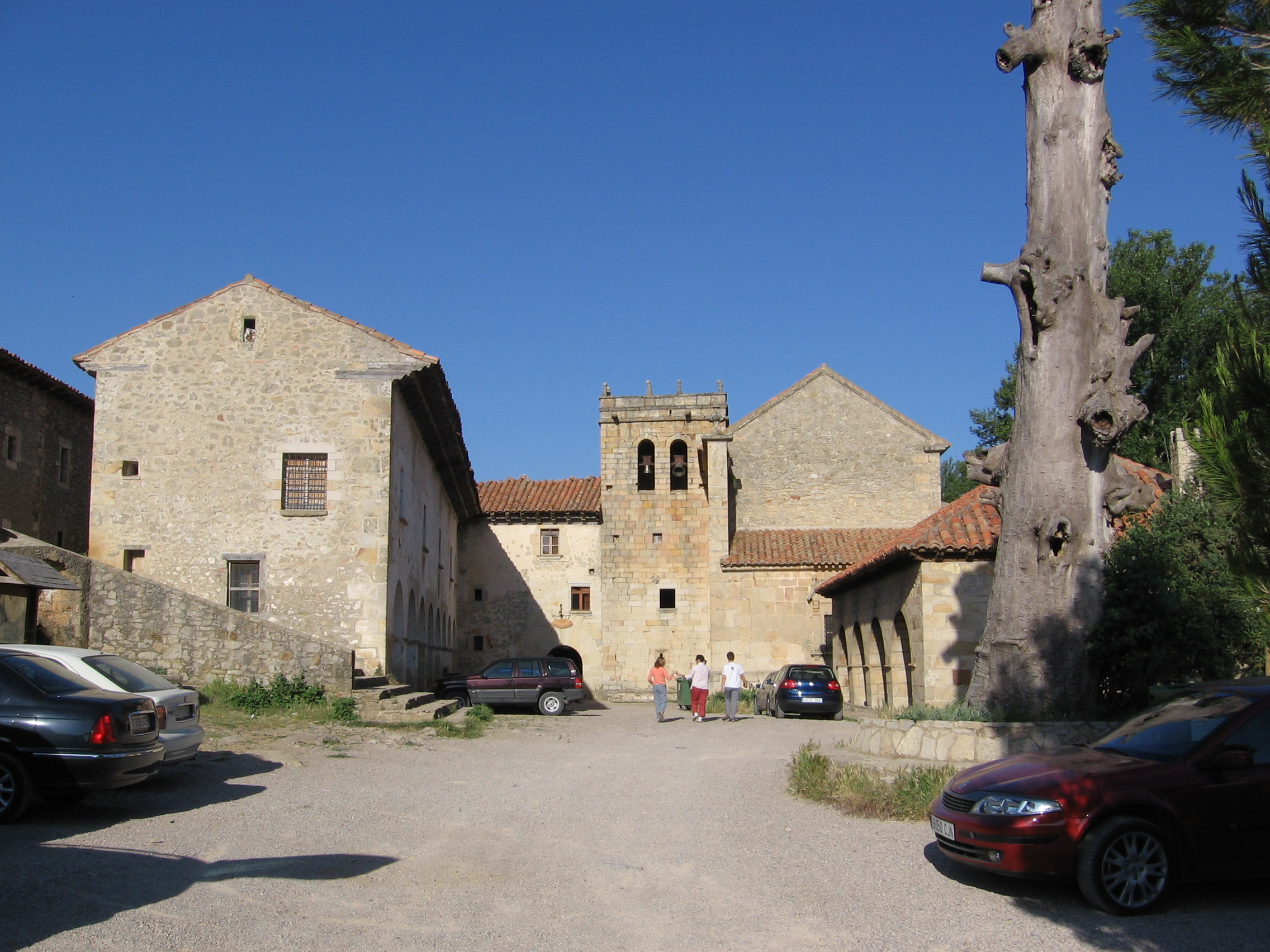
Fachada del santuario

La iglesia fue rehecha a finales del siglo XVIII. Es de una nave, con bóvedas de lunetos y una capilla lateral. Su fachada es interesante, tiene dos cuerpos adintelados entre pilastras con hornacina en el superior. El camarín presenta una ventana renacentista de gran calidad.
La iglesia, situada al Sur, es de una sola nave y cuatro tramos de desigual longitud cubiertos con bóvedas con lunetos los tres primeros, y con cúpula sobre pechinas el último correspondiente al presbiterio. La portada principal, a los pies, está labrada en piedra y consta la fecha de 1706, que indica el año de su finalización. La entrada lateral, que da al patio central, posee una portada con un sencillo arco de medio punto apoyado en pilastras con molduras clásicas y capiteles, y una clave ligeramente remarcada. En esta mismo frente se conservan pinturas murales que, al parecer, datan de la época de construcción del templo. También hay restos de pinturas al fresco en la planta baja de campanario. Frente a la entrada lateral, en el interior de la iglesia, se encuentra la única capilla que posee el templo, de planta cuadrada y gran dimensión.